# Tjuredasjön
Tjuredasjön är en sjö i Växjö kommun i Småland och ingår i Mörrumsåns huvudavrinningsområde. Sjön har en area på 1,62 kvadratkilometer och ligger 178,1 meter över havet. Vid provfiske har abborre, braxen, gädda och mört fångats i sjön.

## Delavrinningsområde
Tjuredasjön ingår i det delavrinningsområde (632415-144091) som SMHI kallar för Utloppet av Tjuredasjön. Medelhöjden är 187 meter över havet och ytan är 6,04 kvadratkilometer. Det finns inga avrinningsområden uppströms utan avrinningsområdet är högsta punkten. Vattendraget som avvattnar avrinningsområdet har biflödesordning 2, vilket innebär att vattnet flödar genom totalt 2 vattendrag innan det når havet efter 139 kilometer. Avrinningsområdet består mestadels av skog (50 %) och jordbruk (11 %). Avrinningsområdet har 1,62 kvadratkilometer vattenytor vilket ger det en sjöprocent på 26,8 %.